# Синчи Рока
Си́нчи Ро́ка или Си́нчи Ру́ка (кечуа Sinchi Ruq'a или Sinchi Ruqa nisqapas, исп. Sinchi Roca) — Сапа Инка (около 1230), второй правитель государства инков. Представитель династии Урин Куско, сын и наследник Инки Манко Капака, отец Льоке Юпанки.
По легендам, подчинил княжеству Куско окрестные долины. Кроме этого, по утверждению летописца Педро Сьеса де Леон, Синчи Рока занимался строительством террас, завозил огромные количества почвы в долину Куско, чтобы улучшить её плодородность.

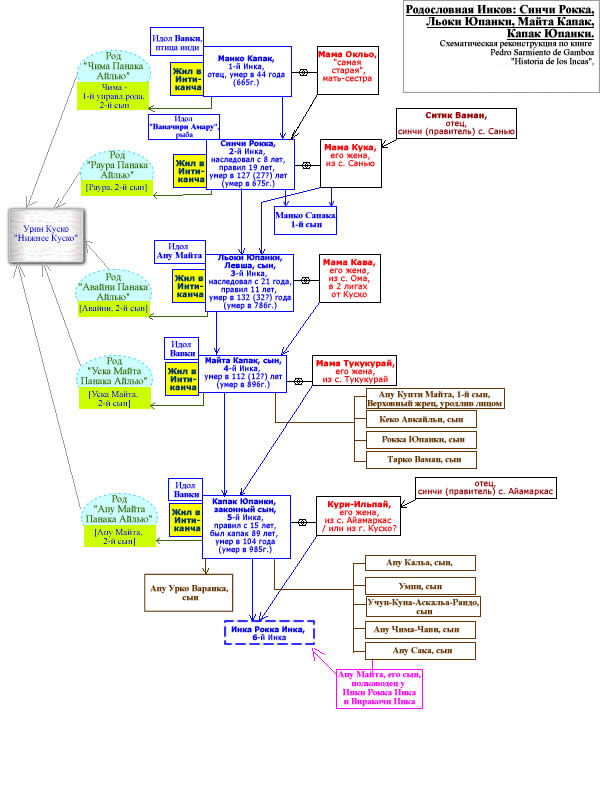
Сарьменто де Гамбоа, Генеалогия Инков. Синчи Рокка, Льоки Юпанки, Майта Капак, Капак Юпанки

После смерти Синчи Рока на престоле Куско его сменил Льоке Юпанки, его сын от жены и родной сестры Мама Коры или, согласно другим источникам, Мама Окльо.
В дальнейшем имя Синчи (кечуа Sinchi) у инков стало использоваться для обозначения правителя города или региона, в то время как Капак (кечуа Qhapaq), одно из имен его отца Манко Капака, — для обозначения военачальника.